# Saxa di 65803 Didymos
Segue una lista dei saxa presenti sulla superficie di Didymos. La nomenclatura di Didymos è regolata dall'Unione Astronomica Internazionale; la lista contiene solo formazioni esogeologiche ufficialmente riconosciute da tale istituzione.
I saxa di Didymos portano i nomi di strumenti musicali a percussione.
Sono tutti stati identificati durante la missione della sonda DART, l'unica ad avere finora raggiunto Didymos.

## Prospetto
| Saxum          | Eponimo | Latitudine | Longitudine | Diametro |
| -------------- | --- | ---------- | ----------- | -------- |
| Carillon Saxum | Carillon - Batteria di campane storicamente tipica dei Paesi Bassi, Belgio e Francia.                                                                                            | 59° S      | 311,70° E   | 0,01 km  |
| Gong Saxum     | Gong - Strumento a percussione diretta, solitamente formato da un grande piatto di metallo di forma circolare. Originario della Cina, si è diffuso in tutto il sud-est asiatico. | 58° N      | 1,90° E     | 0 km     |